# 金和镇
金和镇，是中华人民共和国广东省揭阳市揭西县下辖的一个乡镇级行政单位。

## 行政区划
金和镇下辖以下地区：
金埔社区、金光村、金园村、金新村、金溪村、仙坡村、南山头村、南山尾村、和南村、和西村、和东村、杜塘村、山湖村和河内村。